# 夜半仔敲門
是一部1989年美國恐怖電影，改編自史蒂芬·金的1983年英文同名小說。由Mary Lambert執導，史蒂芬·金編劇，主演是戴爾·米基夫、丹妮絲·克羅斯比、布拉茲·貝爾達爾、米卡·休斯和弗雷德·格溫。史蒂芬·金也客串扮演牧師。本片的英文片名是「cemetery」的感官拼字。
續集是《夜半仔敲門續集》。第二次英文同名改編電影於2019年上映。

## 演員
- 戴爾·米基夫（英语：Dale Midkiff） 飾 路易斯·克里德（Louis Creed）
- 弗雷德·格溫（英语：Fred Gwynne） 飾 賈德森·「老賈」·柯蘭鐸（Jud Crandall）
  - Matthew August Ferrell 飾 童年的老賈
  - Richard Collier 飾 年輕的老賈
- 丹妮絲·克羅斯比（英语：Denise Crosby） 飾 瑞秋·克里德（Rachel Creed）
  - Elizabeth Ureneck 飾 年輕的瑞秋
- 米卡·休斯（英语：Miko Hughes） 飾 蓋吉·克里德（Gage Creed）
- 布拉茲·貝爾達爾（英语：Blaze Berdahl） 飾 艾琳·「艾莉」·克里德（Ellie Creed）
- Brad Greenquist 飾 維克多·帕斯考（Victor Pascow）
- Michael Lombard（英语：Michael Lombard） 飾 爾文·高德曼（Irwin Goldman）
- 蘇珊·布蒙特（英语：Susan Blommaert） 飾 蜜西·丹德瑞吉（Missy Dandridge）
- Mara Clark 飾 瑪西·查爾頓（Marcy Charlton）
- Kavi Raz（英语：Kavi Raz） 飾 史蒂夫·麥斯特頓（Steve Masterton）
- 瑪莉·路易絲·威森（英语：Mary Louise Wilson） 飾 多莉·高德曼（Dory Goldman）
- 安德魯·霍巴澤克（英语：Andrew Hubatsek） 飾 莎黛·高德曼（Zelda Goldman）
- Lisa Stathoplos 飾 老賈的母親
- 史蒂芬·金 飾 牧師
- 查克·寇特尼（英语：Chuck Courtney (actor)） 飾 比爾·巴特曼（Bill Baterman）
- Peter Stader 飾 提米·巴特曼（Timmy Baterman）

## 外部連結
- 互联网电影数据库（IMDb）上《Pet Sematary》的资料（英文）
- Box Office Mojo上《Pet Sematary》的資料（英文）
- 爛番茄上《Pet Sematary》的資料（英文）